# L'Apprenti sorcier (film, 1978)
Pour les articles homonymes, voir L'Apprenti sorcier.
Confusion avec L'Apprenti sorcier (court métrage) de Disney.
Pour plus de détails, voir Fiche technique et Distribution.
L'Apprenti sorcier (Čarodějův učeň)  est un long métrage d'animation tchèque réalisé par Karel Zeman, sorti en 1978. Le film est basé sur le livre de Otfried Preussler Krabat (1971),,. 

## Synopsis
L'histoire se déroule en Saxe à l'époque de la guerre de Trente Ans. Krabat, un jeune orphelin fait du porte à porte en compagnie de deux camarades en chantant la chanson de l’étoile pour recevoir quelques offrandes à l'occasion de l'Épiphanie. Les trois enfants passent la nuit dans une grange, lorsque Krabat est réveillé par un corbeau qui l'appelle par son nom et l'incite à se rendre au Moulin de l'Eau noire. À son arrivée, les roues du moulin sont arrêtées, elles se mettent soudain en marche lorsque la porte se referme derrière lui. Bientôt Krabat rencontre le maître des lieux, un homme borgne qui l'engage comme meunier. Cet endroit s'avère être une école de sorcellerie, où le maître enseigne la science secrète à ses douze apprentis.

## Fiche technique
- Titre : L'Apprenti sorcier
- Titre original : Čarodějův učeň
- Réalisation : Karel Zeman
- Scénario : Karel Zeman, Jirí Gold, d'après le roman de Otfried Preussler
- Musique : František Belfín
- Photographie : Zdenék Krupa, Bohuslav Pikhart
- Direction artistique : Ludmila Spalená, Alena Vickerková, Valentin Javorik
- Montage : Ivan Matous
- Animation : Arnost Kupcik, Eugen Spaleny
- Production : Karel Hutecka
- Société de production : Krátký film Praha (cs), Filmové Studio Gottwaldov
- Format : 1.37 : 1 - 35 mm - Mono
- Pays de production : Tchécoslovaquie
- Genre : Animation, drame, fantasy
- Durée : 73 minutes
- Dates de sortie :
  - Tchécoslovaquie : 1er mars 1978
  - Allemagne de l'Ouest : 24 mars 1978
  - France : 12 mai 2014
- Adaptation française : AEMAETH
- Doublage : Mora Amouza

## Distribution
- Luděk Munzar : Krabat
- Jaroslav Moučka : le Mestre, sorcier maléfique
- Jirí Gold : Kantorka